# Café de l'Aliança
El Café de la Aliança es una obra en el municipio de Anglés (provincia de Gerona, Cataluña, España) incluido en el Inventario del Patrimonio Arquitectónico de Cataluña.

## Descripción
Edificio rectangular de dos plantas, tres crujías y cubierta a cuatro vertientes que hace esquina con la calle Canigó y la calle Comercio. Consta de tres fachadas visibles, la entrada principal, el lateral y la entrada posterior.
La planta baja de la fachada principal tiene dos ventanas a los lados y una puerta en el centro, todas con forma de arco carpanel. La puerta tiene una decoración de hierro forjado en la parte superior. La fachada de la calle Comercio tiene un zócalo de piedra vista y tres ventanas de arco carpanel, similares a los de la fachada principal. La fachada posterior tiene una terraza con una escalera de acceso, dos ventanas, también de arco carpanel, pero con cristales de colores no transparentes, y una puerta, también con decoración de hierro forjado. La terraza está cubierta con una estructura metálica y toldos para dar sombra y cerrar un poco la terraza.
El primer piso de la fachada principal contiene dos ventanas rectangulares hechas de obra con antepechos moldurados y poco emergentes y un balcón con barandilla de hierro forjado, de base monolítica y decoración forjada de tornillos y ondulaciones, en la tercera de las ventanas. En la fachada lateral existen tres ventanas y en la fachada posterior hay una terraza o balcón corrido y tres aberturas hecho de obra y estructura de hierro.
El alero emerge medio metro soportado por una serie de ménsulas o cabezas de viga (trece por la fachada principal, diecisiete en la lateral y diez en la trasera). Está decorado con una doble hilera de baldosas bicolor blancas y marrones. Este tipo de decoración de los aleros es común a varias casas de la calle Comercio y algunas del casco antiguo de Anglés. Finalmente, cada fachada contiene dos canalones de latón.

## Historia
El café de la Aliança era el local social de la sociedad mutua de crédito y seguros agrícolas de ganado "La Alianza Agrícola", que se convirtió en uno de los puntos de reunión de los ganaderos de la villa de Anglés y de algunas poblaciones vecinas . Posteriormente, después de la Guerra Civil, cuando desapareció el sindicato de agricultores de Anglés, la sociedad "Alianza Agrícola" englobó los dos sectores del campesinado local: los cultivadores de la tierra y los ganaderos.
Este espacioso local, hoy convertido en un restaurante de gran renombre, fue inaugurado en 1919.
La puerta de acceso principal lleva la inscripción siguiente hecha en hierro forjado y en forma de arcada: SINDICATO / ALIANZA AGRÍCOLA / AÑO 1919.
La puerta de acceso posterior lleva la inscripción, similar a la anterior: SEGUROS MUTUOS / CAJA DE AHORROS.
Actualmente, y sobre todo desde 1998-2001, el Restaurante la Aliança es reconocido ampliamente y ha sido dotado de varios premios, recomendaciones y condecoraciones.